# Molani, Mehedinți
Molani este un sat în comuna Bala din județul Mehedinți, Oltenia, România. Se află în partea de vest a județului,  în  Podișul Mehedinți.